# Old Langho
Old Langho – wieś w Anglii, w hrabstwie Lancashire. Leży 17,5 km od miasta Preston, 34,6 km od miasta Lancaster i 302,1 km od Londynu. W 2015 miejscowość liczyła 1378 mieszkańców.